# Rendufe (Ponte de Lima)
Rendufe é uma povoação portuguesa do Município de Ponte de Lima que foi sede da extinta Freguesia de Rendufe, freguesia que tinha 2,76 km² de área e 184 habitantes (2011).
A Freguesia de Rendufe foi extinta (agregada) pela última Reorganização administrativa do território das freguesias, de acordo com a Lei nº 11-A/2013 de 28 de Janeiro, tendo o seu território sido agregado ao das freguesias de Labrujó e de Vilar do Monte para constituir a Freguesia de Labrujó, Rendufe e Vilar do Monte com sede em Rendufe.
A Freguesia de Rendufe era uma das 51 freguesias que compunham o Município de Ponte de Lima antes da reorganização administrativa. Confrontava com as freguesias de Castanheira e Cunha (Município de Paredes de Coura), e as freguesias da Labruja, Bárrio e Labrujó do Município de Ponte de Lima.
Situada numa das mais altas elevações do município, Rendufe dista 16 quilómetros da sede do mesmo.

## População
| População da freguesia de Rendufe | População da freguesia de Rendufe | População da freguesia de Rendufe | População da freguesia de Rendufe | População da freguesia de Rendufe | População da freguesia de Rendufe | População da freguesia de Rendufe | População da freguesia de Rendufe | População da freguesia de Rendufe | População da freguesia de Rendufe | População da freguesia de Rendufe | População da freguesia de Rendufe | População da freguesia de Rendufe | População da freguesia de Rendufe | População da freguesia de Rendufe |
| --------------------------------- | --------------------------------- | --------------------------------- | --------------------------------- | --------------------------------- | --------------------------------- | --------------------------------- | --------------------------------- | --------------------------------- | --------------------------------- | --------------------------------- | --------------------------------- | --------------------------------- | --------------------------------- | --------------------------------- |
| 1864                              | 1878                              | 1890                              | 1900                              | 1911                              | 1920                              | 1930                              | 1940                              | 1950                              | 1960                              | 1970                              | 1981                              | 1991                              | 2001                              | 2011                              |
| 326                               | 322                               | 288                               | 288                               | 302                               | 353                               | 354                               | 375                               | 439                               | 374                               | 316                               | 298                               | 275                               | 204                               | 184                               |

| Distribuição da População por Grupos Etários | Distribuição da População por Grupos Etários | Distribuição da População por Grupos Etários | Distribuição da População por Grupos Etários | Distribuição da População por Grupos Etários | Distribuição da População por Grupos Etários | Distribuição da População por Grupos Etários | Distribuição da População por Grupos Etários | Distribuição da População por Grupos Etários | Distribuição da População por Grupos Etários |
| -------------------------------------------- | -------------------------------------------- | -------------------------------------------- | -------------------------------------------- | -------------------------------------------- | -------------------------------------------- | -------------------------------------------- | -------------------------------------------- | -------------------------------------------- | -------------------------------------------- |
| Ano                                          | 0-14 Anos                                    | 15-24 Anos                                   | 25-64 Anos                                   | > 65 Anos                                    |                                              | 0-14 Anos                                    | 15-24 Anos                                   | 25-64 Anos                                   | > 65 Anos                                    |
| 2001                                         | 32                                           | 30                                           | 96                                           | 46                                           |                                              | 15,7%                                        | 14,7%                                        | 47,1%                                        | 22,5%                                        |
| 2011                                         | 12                                           | 21                                           | 87                                           | 64                                           |                                              | 6,5%                                         | 11,4%                                        | 47,3%                                        | 34,8%                                        |